# (184280) Ypérion
Pour les articles homonymes, voir Ypérion.
(184280) Ypérion, désignation internationale (184280) Yperion, est un astéroïde troyen jovien.

## Description
(184280) Ypérion est un astéroïde troyen jovien, camp troyen, c'est-à-dire situé au point de Lagrange L5 du système Soleil-Jupiter. Il présente une orbite caractérisée par un demi-grand axe de 5,250 UA, une excentricité de 0,049 et une inclinaison de 3,5° par rapport à l'écliptique.
Il est nommé en référence au personnage de la mythologie grecque Hypérion (orthographié sans le h initial), fils de Priam, acteur du conflit légendaire de la guerre de Troie.

## Compléments